# Pleurothallis pleurothalloides
Pleurothallis pleurothalloides là một loài thực vật có hoa trong họ Lan. Loài này được (Cogn.) Handro miêu tả khoa học đầu tiên năm 1958.